# Pachycerianthus schlenzae
Espèce
Pachycerianthus schlenzae est une espèce de la famille des Cerianthidae.

## Systématique
Le nom valide complet (avec auteur) de ce taxon est Pachycerianthus schlenzae Stampar, Morandini & Silveira, 2014.

## Publication originale
- Stampar, S. N.; Morandini, A. C.; Da Silveira, F. L. (2014). A new species of Pachycerianthus (Cnidaria, Anthozoa, Ceriantharia) from Tropical Southwestern Atlantic. Zootaxa. 3827(3): 343. lire